# Bad Gyal
Bad Gyal, pseudonimo di Alba Farelo i Solé (Vilassar de Mar, 7 marzo 1997), è una cantante e rapper spagnola, salita alla ribalta nel 2019 grazie ai singoli Alocao, numero uno nella Top 100 Canciones spagnola, e Zorra.

## Biografia
Nata a Vilassar de Mar, Alba Farelo i Solé è la più grande di cinque figli avuti dall'attore e doppiatore Eduard Farelo: oltre a lei, la cantante emergente Mushkaa e la sua gemella Greta, Paula e Bruno. La madre si occupa della gestione dei progetti sia di lei che di Mushkaa.
Pur essendosi iscritta al corso di design della moda presso l'Università di Barcellona, ha abbandonato gli studi per concentrarsi sulla propria carriera musicale. Nel 2016 pubblica una rivisitazione del brano Work di Rihanna, intitolata Pai e divenuta virale sulla piattaforma YouTube. Il successo ottenuto dal pezzo la porta a pubblicare il suo primo mixtape Slow Wine nello stesso anno, che le permette di farsi conoscere in Spagna e di ricevere attenzione dagli editoriali internazionali. Il 2018 vede la pubblicazione del secondo mixtape, Worldwide Angel, promosso attraverso un tour mondiale.
Ad aprile 2019 ha firmato un contratto discografico con l'Aftercluv e la Interscope, attraverso le quali viene pubblicato il singolo Alocao, realizzato con Omar Montes, che si è collocato al vertice della classifica dei singoli spagnola redatta dalla Productores de Música de España ed è stato certificato dalla medesima sei volte disco di platino con oltre 240 000 unità vendute in suolo spagnolo. Il singolo successivo Zorra, da solista, si è posizionato al secondo posto nella medesima graduatoria ed è stato certicato triplo platino con 120 000 vendite in Spagna. La versione remix del brano, realizzata con la partecipazione del rapper portoricano Rauw Alejandro, è inclusa nell'EP di debutto dell'artista, Warm Up, che ha debuttato entro le prime cinque posizioni nella classifica dei dischi ed ha piazzato sette tracce su otto nella hit parade dei singoli nazionale.
Al termine del primo tour musicale dell'artista, International Bad Gyal Sound System, nel dicembre 2021 viene pubblicato il secondo EP Sound System: The Final Releases; nello stesso periodo concede in esclusiva l'inedito A la mía nella stazione radiofonica Motomami Los Santos, gestita dai colleghi Rosalía e Arca, per il videogioco Grand Theft Auto.
La promozione dell'album in studio di debutto di Bad Gyal, la cui scelta del titolo ricade su La joia, è cominciata nel 2022 attraverso la pubblicazione di numerosi singoli e un tour musicale internazionale che si è protratto fino al 2024. Nel frattempo, nel 2022 viene premiata con l'MTV Europe Music Award al miglior artista spagnolo. La joia viene infine pubblicato il 26 gennaio 2024, a pochi giorni dall'inizio della tappa del tour nelle arene spagnole. A cinque settimane dalla sua pubblicazione, il disco ha raggiunto la prima posizione della classifica degli album spagnola, dove è oro, ed è stato certificato disco d'oro latino dalla Recording Industry Association of America per aver superato le 30 000 unità vendute negli Stati Uniti d'America. La joia tour è proseguito nel corso della primavera-estate 2024 con concerti privati e apparizioni a diversi festival musicali, sia in Nord America che in Europa. Infine, un documentario incentrato sulla vita della cantante durante i tre anni di realizzazione e promozione del disco è stato distribuito nelle sale cinematografiche spagnole in ottobre.

## Ideologie politiche
Bad Gyal ha sostenuto diverse cause per la giustizia sociale, come il collettivo dei venditori ambulanti di Barcellona o la battaglia per la de-privatizzazione della gestione degli impianti idrici nella stessa città. Si è anche espressa pubblicamente contro gli abusi della polizia e contro gli sfratti effettuati dal fondo d'investimento Blackstone Group nel quartiere di El Raval.

## Discografia
- 2024 – La joia

## Tournée
- 2019/21 – International Bad Gyal Sound System
- 2022/24 – La joia tour

### Artista d'apertura
- 2023 – Mañana será bonito Tour di Karol G

## Riconoscimenti
- MTV Europe Music Awards
  - 2022 – Miglior artista spagnolo[13]

- Premio Lo Nuestro
  - 2025 – Candidatura alla Miglior collaborazione femminile per Chulo pt. 2[21]
  - 2025 – Candidatura all'Album urban dell'anno per La joia[21]
  - 2025 – Canzone europea dell'anno per Chulo pt. 2[21]